# Yannick Gozzoli
Yannick Gozzoli (Marsiglia, 26 giugno 1983) è uno scacchista francese, Grande Maestro.

## Carriera
Maestro Internazionale dal 2003 e Grande Maestro dal 2012.
Nel 2018 ha chiuso a pari punti il Campionato francese assieme a Tigran Gharamian e Romain Édouard, evento infine vinto da Gharamian dopo gli spareggi a gioco rapido.
Nell'agosto 2023 vince il Campionato francese sconfiggendo nella finale Édouard Romain. . 
A dicembre 2019 è 8º nella classifica francese per punteggio Elo. Il suo record è stato di 2633 punti, ottenuto nel marzo 2019.